# بيما
بيما (بالإنجليزية: Bima)‏ (لغة إندونيسية: Kota Bima)، هي مدينة على الساحل الشرقي من جزيرة سومباوا بوسط إندونيسيا في محافظة نوسا تنقارا الغربية. وهي أكبر مدينة في جزيرة سومباوا، ويبلغ عدد سكانها 142443 حسب تعداد عام 2010، ووصل في أحدث التقديرات الرسمية (في يناير 2014) إلى 148984 نسمة. وهي منفصلة تماما عن المنطقة ذات الوصاية المحلية والمجاورة لها والمعروفة باسم بيما ريجنسي.

## الديموغرافيا

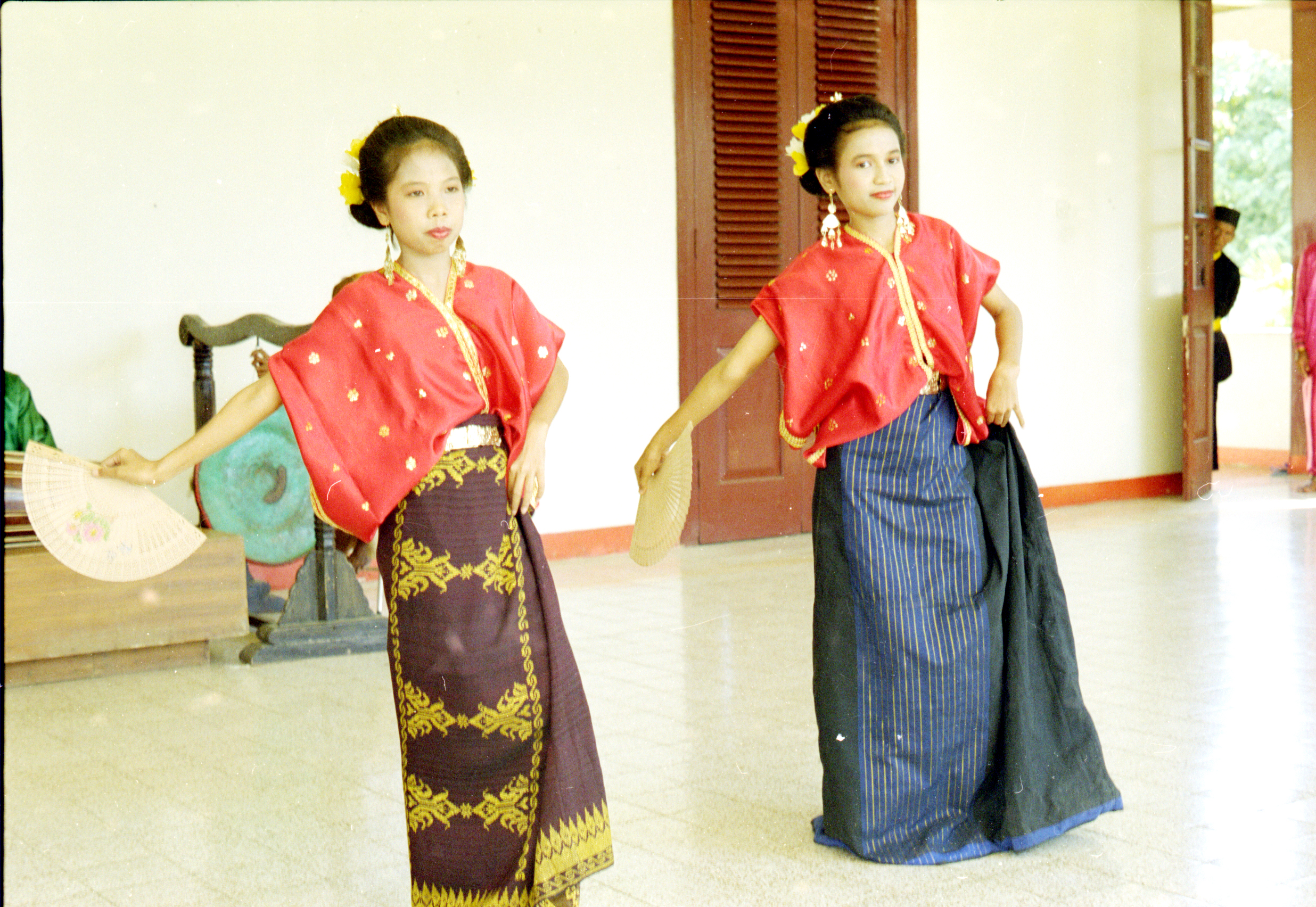
Dance can be seen in Sultan Palace as part of the attractions

## وصلات خارجية
- الموقع الرسمي
- RoyalArk- Indonesia- Bima
- Bima Wordlist at the Austronesian Basic Vocabulary Database

قالب:West Nusa Tenggara